# Samuel Titan Junior
Samuel de Vasconcelos Titan Junior (Belém, Pará, 21 de novembro de 1970) é um tradutor e professor brasileiro. Leciona pelo Departamento de Teoria Literária e Literatura Comparada da Faculdade de Filosofia, Letras e Ciências Humanas da Universidade de São Paulo. 
Coordenador da coleção Prosa do Mundo, para a qual traduziu Três contos, de Gustave Flaubert, publicado em 2004.
Destaca-se por importantes traduções no Brasil que vão dos Irmãos Grimm até Bertolt Brecht.

## Formação
É doutor em Letras pelo Departamento de Teoria Literária e Literatura Comparada da Universidade de São Paulo, onde leciona desde 2005, com uma tese sobre os Três Contos de Gustave Flaubert
Ao lado de Davi Arrigucci Jr. e Augusto Massi, fundou a coleção Prosa do Mundo na editora Cosac Naify, que dirigiu entre 2001 e 2006. Entre janeiro e fevereiro de 2007, foi pesquisador visitante junto ao Departamento de Literatura Comparada da Universidade da Califórnia em Berkeley. Além da atividade como docente, é tradutor de diversas obras de ficção e crítica e membro do conselho editorial das revistas "Serrote" e "Cadernos de tradução".
Temas principais: Gustave Flaubert (1821-1880), literatura francesa, literatura alemã, teoria literária, literatura comparada, tradução literária, edição.

## Primeiros trabalhos
Estreou em 1997, traduzindo o romance "A história do senhor Sommer", de Patrick Süskind, publicado pela Ática, e o ensaio "Quadros parisienses: estética antiburguesa em Baudelaire, Daumier e Heine (1830-1848)", de Dolf Oehler, publicado pela Companhia das Letras.

## Obras traduzidas
- Chapeuzinho Vermelho - Irmãos Grimm.[5]
- Padre Sérgio - Liev Tolstói.[6]
- A noiva de Messina - Friedrich Schiller.[7]
- Klimt e a moda - Christian Brandstätter.[8]
- A Criação - Bart Moeyaert.[9]
- A grande questão - Wolf Erlbruch.[10]
- A invenção de Morel - Adolfo Bioy Casares.[11]
- Espelho da tauromaquia - Michel Leiris.[12]
- Três poemas sobre o êxtase - Leo Spitzer.[13]
- Terrenos vulcânicos - Dolf Oehler.[14]
- Abbas Kiarostami - Abbas Kiarostami, Youssef Ishaghpour.[15]
- O poste de vapor - Ferenc Molnár.[16]
- As vozes de Marrakech - Elias Canetti.[17]
- O círculo de giz caucasiano - Bertolt Brecht.[18]
- A Biblioteca à Noite - Alberto Manguel.
- Bonequinha de Luxo - Truman Capote.
- A Cidade das Palavras - Alberto Manguel.
- Estilo Tardio - Edward W. Said
- Hammerstein ou a Obstinação - Hans Magnus Enzensberger
- K. - Roberto Calasso

## Obras próprias
Titan Jr., Samuel. "Claude Lévi-Strauss, Cartas a Mário de Andrade". In: Folha de S.Paulo, São Paulo, 22 maio 2005. Caderno Mais!, p. 7-7. Artigo.
Titan Jr., Samuel. "Claude Lévi-Strauss, Japão, frente e verso. Prefácio à edição japonesa de Tristes Trópicos". In: Folha de S.Paulo, 22 maio 2005. Caderno Mais!, p. 12-12. Artigo.
Titan Jr., Samuel. "John Michael Coetzee, Um indivíduo em negativo". In: Folha de S.Paulo, São Paulo, p. 4-7, 10 jun. 2005. Artigo.
Titan Jr., Samuel. "Fazendo literatura da Bíblia". Entrevista com Robert Alter. In: O Estado de S. Paulo, São Paulo, p. D7, 26 jun. 2005. Artigo.
Titan Jr., Samuel; Pacheco, Ana Paula. "O sempre saudoso". In: Folha de S.Paulo, São Paulo, 14 ago. 2005. Caderno Mais!, p. 10-10. Artigo.
Titan Jr., Samuel; Pacheco, Ana Paula. "Duas vezes Ulisses". In: Folha de S.Paulo, São Paulo, 14 ago. 2005. Caderno Mais!, p. 10-10. Artigo.
Titan Jr., Samuel. "Mesquinhez terminal". In: Revista EntreLivros. Honoré de Balzac. São Paulo: Duetto, n. 6, 01 out. 2006, p. 68-73.

## Atividades literárias
Traduziu em parceria com Milton Hatoum, considerado um dos grandes escritores vivos do Brasil, o livro Trois contes, de Gustave Flaubert.
Participou recentemente, no ano de 2010, da mesa “Gullar, 80¨ onde Ferreira Gullar recapitulou sua vida e obra em uma conversa com Samuel Titan Jr.